# Miss Universo 1952
Miss Universo 1952, prima edizione di Miss Universo, si è tenuta a Long Beach (California), negli Stati Uniti d'America il 28 giugno 1952. Armi Helena Kuusela, Miss Finlandia, è stata incoronata Miss Universo 1952.

## Risultati

### Piazzamenti
| Risultato finale   | Concorrente |
| ------------------ | --- |
| Miss Universo 1952 | - Finlandia - Armi Helena Kuusela |
| 2ª classificata    | - Hawaii - Elza Kananionapua Edsman |
| 3ª classificata    | - Grecia - Ntaizy (Daisy) Mavraki |
| 4ª classificata    | - Hong Kong - Judy Dan |
| 5ª classificata    | - Australia - Maxine Morgan |
| Top 10             | - Messico - Olga Llorens Pérez-Castillo - Stati Uniti - Jacqueleen "Jackie" Loughery - Sudafrica - Catherine Edwina Higgins - Svezia - Anne Marie Thistler - Uruguay - Gladys Rubio Fajardo |

### Riconoscimenti speciali
I consorsi Miss Universo e Miss USA venivano organizzati nella stessa serata, perciò candidate di entrambi i concorsi erano eleggibili per i riconoscimenti speciali.
| Riconoscimento              | Concorrente                                                      |
| --------------------------- | ---------------------------------------------------------------- |
| Miss Congeniality           | - Belgio - Myriam Lynn - Stati Uniti - Montana - Valerie Johnson |
| Most Popular Girl in Parade | - Cile - Esther Saavedra                                         |

## Concorrenti
- Alaska - Shirley Burnett
- Australia - Leah MacCartney
- Belgio - Myriam Lynn (Marianne Mullender)
- Canada - Ruth Carrier
- Cile - María Esther Saavedra Yoacham
- Cuba - Gladys López
- Danimarca - Hanne Sørensen
- Filippine - Teresita Torralba Sanchez
- Finlandia - Armi Helena Kuusela
- Francia - Claude Goddart
- Germania - Renate Hoy
- Giappone - Himeko Kojima
- Gran Bretagna - Aileen P. Chase
- Grecia - Ntaizy (Daisy) Mavraki
- Hawaii - Elza Kananionapua Edsman
- Hong Kong - Judy Dan
- India - Indrani Rahman
- Israele - Ora Vered
- Italia - Giovanna Mazzotti
- Messico - Olga Llorens Pérez-Castillo
- Norvegia - Eva Røine
- Panama - Elzibir Gisela Malek
- Perù - Ada Gabriela Bueno
- Porto Rico - Marilia Levy Bernal
- Stati Uniti - Jacqueleen "Jackie" Loughery
- Sudafrica - Catherine Edwina Higgins
- Svezia - Anne Marie Thistler
- Turchia - Gelengul Tayforoglu
- Uruguay - Gladys Rubio Fajardo
- Venezuela - Sofía Silva Inserri